# Un parfum de Caraïbes

Un parfum de Caraïbes est un téléfilm français réalisé par Michaël Perrotta, diffusé pour la première fois en octobre 2004 sur TF1. 

## Synopsis
Agnès Merline quitte Paris pour la Martinique afin de répondre à l'appel de sa grand-mère, Mariette, dont elle ignorait jusqu'ici l'existence. Agnès entame un combat pour sauver Bois cassés, la rhumerie familiale convoitée par Gilbert Lacase, un riche exploitant. Les dangers qui planent sur Bois cassés sont en fait orchestrés par une « quimboiseuse » - une guérisseuse -, une cousine d'Agnès qui œuvre dans l'ombre. Pour se libérer d'une malédiction tenace, Agnès doit accepter sa condition d'héritière, mais aussi ses qualités de magicienne. Un défi rendu encore plus difficile à tenir par les assauts répétés de deux concurrents d'Agnès, toujours employée par une grande firme de parfum...

## Fiche technique
- Scénario : Florence Duhamel et Jean-Michel Tort
- Durée : 97 min
- Pays :  France
- Date de diffusion : 27 octobre 2004

## Distribution
- Corinne Touzet : Agnès Merline
- Jean-Claude Adelin : Éric Lefeuil
- James Campbell : Léopold
- Roger Van Hool : Jolart
- Annie Milon : Odile, la quimboiseuse
- Vincent Byrd Le Sage : Gilbert Lacase
- Émilie Alibert : Sophie Berlot
- Michel Chalonec
- Joby Valente : Mariette